# Alejandro Gamboa
Alejandro Gamboa (Cidade do México, 2 de fevereiro de 1954) é um ator, cineasta e diretor de televisão mexicano.

## Filmografia

### Cinema
- Viaje de Generación (2012)
- La última noche (2005)
- Cero y van cuatro (2004)
- El tigre de Santa Julia (2002)
- La segunda noche (1999)
- La primera noche (1997)
- Educación sexual en breves lecciones (1994)
- Perfume, efecto inmediato (1993)

### Televisão
- Corona de lágrimas (2012/13)
- Primeira parte de Cachito de cielo (2012)
- La que no podía amar (2011/12)
- Teresa (2010/11)
- Los exitosos Pérez (2009/10)
- Primeira parte de Un gancho al corazón (2008/09)
- Al diablo con los guapos (2007/08)
- Código postal (2006/07)
- Las Juanas (2004)
- Locura de amor (2000)
- La casa del naranjo (1998)